# Ehrenbergstraße 2

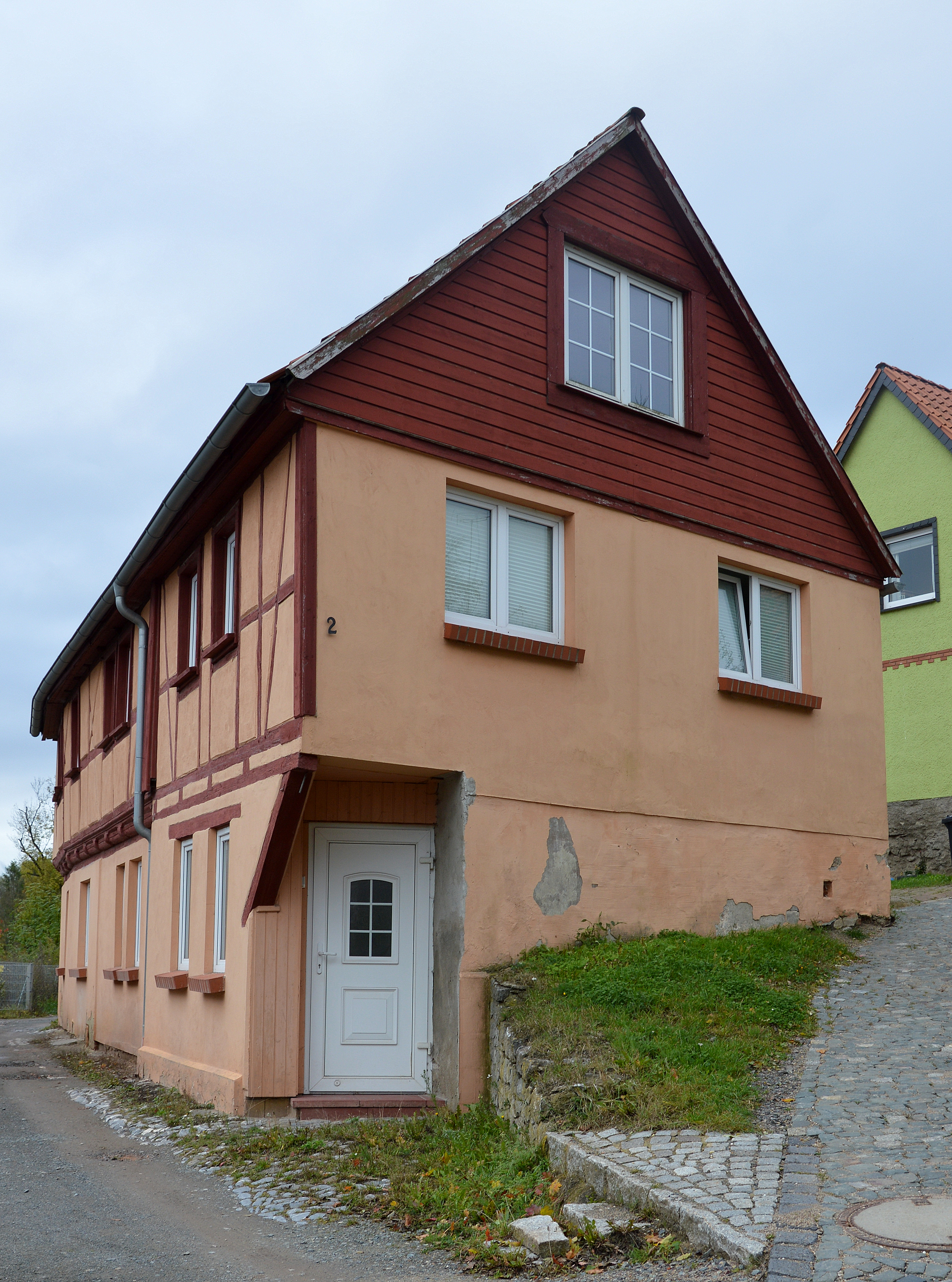
Ehrenbergstraße 2

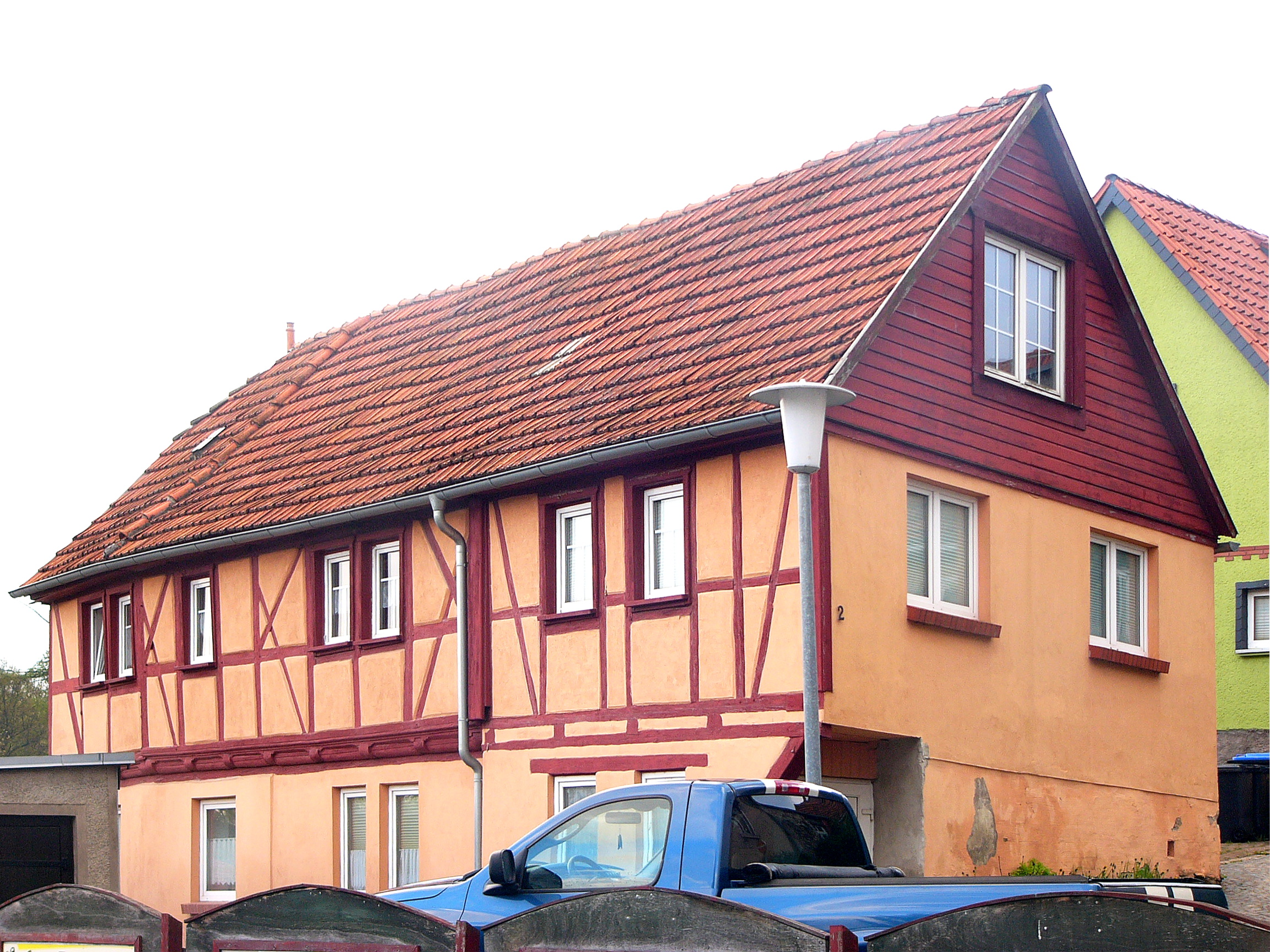
Fassade

Das Haus Ehrenbergstraße 2 ist ein denkmalgeschütztes Wohnhaus in der Stadt Harzgerode in Sachsen-Anhalt im Harz.

## Lage
Es befindet sich am Fuße des Ehrenbergs in einer Ecklage westlich vor der Altstadt Harzgerodes.

## Architektur und Geschichte
Das zweigeschossige Gebäude entstand in der Zeit um 1700 in einer frühen von Bergleuten bewohnten Vorstadt Harzgerodes. Es ist eines der ältesten Fachwerkhäuser des Viertels. Die Fachwerkfassade ist aufwendig gestaltet und verfügt über die Fachwerkfigur des Halben Manns. An der Stockschwelle findet sich eine Fase, die Balkenköpfe sind gerundet und es bestehen Füllhölzer.
Im örtlichen Denkmalverzeichnis ist das Gebäude unter der Erfassungsnummer 094 50016 als Wohnhaus verzeichnet.